# Phanocles burkartii
Phanocles burkartii är en insektsart som först beskrevs av Henri Saussure 1868.  Phanocles burkartii ingår i släktet Phanocles och familjen Diapheromeridae. Inga underarter finns listade i Catalogue of Life.